# Internationale Kirchliche Zeitschrift
Die Internationale Kirchliche Zeitschrift (IKZ) ist eine akademisch-theologische Fachzeitschrift und wissenschaftliches Publikationsorgan altkatholischer Theologie. Sie erscheint seit 1893, zunächst unter dem Namen Revue Internationale de Théologie, seit 1911 unter dem heutigen Titel, bei Stämpfli in Bern.

## Geschichte
Die Zeitschrift entstand aufgrund einer Empfehlung des zweiten Internationalen Altkatholikenkongresses von 1892 in Luzern. Erster Chefredaktor war Eugène Michaud, Professor an der (Christ)katholisch-theologischen Fakultät der Universität Bern. Die Zeitschrift war und ist stets mit der Fakultät, dem heutigen Institut für Christkatholische Theologie, verbunden.

## Theologische Ausrichtung
Die Internationals Kirchliche Zeitschrift ist durch die Theologie der altkatholischen Kirchen geprägt, aber auch von Anfang an durch deren Ausrichtung auf ökumenische Bestrebungen zur Wiederherstellung der Einheit der Kirchen. Ihr konfessionelles Gepräge kommt zum Ausdruck durch theologische Fachbeiträge altkatholischer Theologinnen und Theologen, durch die Dokumentation der Beschlüsse der Internationalen Bischofskonferenz der Utrechter Union, durch die Berichte und Dokumentationen der Internationalen Altkatholiken-Kongresse und der Internationalen Altkatholischen Theologenkonferenzen. Die regelmäßige kirchliche Chronik umfasst auch wesentliche Beschlüsse der einzelnen altkatholischen Ortskirchen.
Die IKZ veröffentlicht aber auch regelmäßig Beiträge von anderskonfessionellen, insbesondere anglikanischen und orthodoxen Theologen. Sie publiziert die Ergebnisse der ökumenischen Dialoge, an denen die altkatholischen Kirchen beteiligt sind, und greift ökumenische Themen auf, die für altkatholische Theologie relevant sind. In den frühen Jahren der ökumenischen Bewegung hat sie auch deren Konferenzen dokumentiert – eine Aufgabe, die inzwischen durch spezialisierte Fachzeitschriften wie die Ökumenische Rundschau wahrgenommen wird.
Seit 2014 erscheint eine Unterreihe, die IKZ-bios. Das Kürzel 'bios' steht für "Bern Interreligious Oecumenical Studies". Die Zeitschrift versteht sich als Forum für aktuelle Untersuchungen und Diskussionen an der Schnittstelle zwischen ökumenischen und interreligiösen Diskursen.

## Erscheinungsweise
Die IKZ erscheint üblicherweise viermal jährlich in Heften von 64 bis 80 Seiten. Gelegentlich erscheinen Ausgaben mit einem Schwerpunktthema mit entsprechend größerem Umfang, teils in der Form von Doppelnummern, teils als Beihefte. Alle Ausgaben wurden retrodigitalisiert und sind auf der Open-Access-Plattform E-Periodica zugänglicht (mit Ausnahme der aktuellen Jahrgänge).